# Нове (Криворізький район)
Нове́ — село в Україні, в Криворізькому районі Дніпропетровської області. Входить до складу Новолатівської сільської громади. 
До 2016 року орган місцевого самоврядування — Зеленобалківська сільська рада. Населення — 128 мешканців.

## Географія
Село Нове знаходиться за 1,5 км від села Курганка і за 2,5 км від села Шведове. По селу протікає пересихаючий струмок з загатою.

## Населення

### Мова
Розподіл населення за рідною мовою за даними перепису 2001 року:
| Мова       | Кількість | Відсоток |
| ---------- | --------- | -------- |
| українська | 128       | 92.19%   |
| російська  | 7         | 5.47%    |
| білоруська | 3         | 2.34%    |
| Усього     | 118       | 100%     |

## Інтернет-посилання
- Погода в селі Нове

1. ↑  Рідні мови в об'єднаних територіальних громадах України — Український центр суспільних даних